# ناوكي تاتسوتا
ناوكي تاتسوتا (龍田直樹 تاتسوتا ناوكي) هو مؤدي أصوات ياباني ولد في 8 سبتمبر 1950 في ناغا، واكاياما.

## أدواره في الأنمي

### مسلسلات أنمي تلفزيونية
- فرقة الفرسان - كوبي
- دراغون بول - أولونغ
- دراغون بول Z - أولونغ
- دراغون بول Z كاي - أولونغ
- ون بيس - تونجيت، باسكو شوت، كابوني بيج
- هاجيمي نو إيبو - المدرب ياناوكا
- كاوبوي بيبوب - يوري كيلرمان
- المقاتل المتنقل جي جاندام - روماريو مونيني
- فيوتشر GPX سايبر فورميولا - إدلهي بوتسفورتز
- كيكايشي - نو-أوتوكو
- يوغي GX - بونابرت
- إنجل هارت - هيديو موتشياما
- فرسان الأرض - أشقر
- قطاع التسوق السحري أبينوباشي - أراتا إيماميا، الراوي
- بوكيمون - بروفسور ويستوود الخامس
- إينوياشا - شيطان ابن عرس
- كعبول - كعبول
- هاجيمي نو إيبو - المدرب ياناوكا
- هاجيمي نو إيبو Rising - المدرب ياناوكا
- سبيس داندي - صرير
- كايتو جوكر - دوكوسابورو أونياما
- داي الشجاع - رابيرا
- قسم تصميم الخلق - الخالق

### أفلام أنمي
- دراغون بول: لعنة روبيات الدم - أولونغ
- دراغون بول: الأميرة النائمة في قلعة الشر - أولونغ
- دراغون بول: المغامرة الغامضة - أولونغ
- دراغون بول Z: الأقوى في العالم - أولونغ
- دراغون بول Z: شجرة القوة - أولونغ
- دراغون بول Z: الزعيم سلاغ - أولونغ
- دراغون بول Z: إنتقام كولر - أولونغ
- دراغون بول Z: عودة كولر - أولونغ
- دراغون بول Z: الآلي الخارق رقم 13 - أولونغ
- دراغون بول Z: برولي السوبر سايان الأسطوري - أولونغ
- دراغون بول Z: بوجاك متحرر - أولونغ
- دراغون بول Z: بايو-برولي - أولونغ
- دراغون بول: طريق القوة - أولونغ
- دراغون بول Z: معركة الخوارق - أولونغ
- ون بيس ستامبيد - كابوني بيج
- داي الشجاع: تلاميذ فان - رابيرا

## أدواره في ألعاب الفيديو
- فاينل فانتسي VII ريميك - بالمر

## أدواره في الدبلجة اليابانية
- ويني الدبدوب - أرنوب
- ذا باتمان - جوكر
- سبيس جام - بوركي بيغ
- داك المراوغ - إدغار
- عرض لوني تونز - بوركي بيغ
- كلاب وقطط - بيك
- نجمة ضد قوى الشر - لودو

## وصلات خارجية
- ناوكي تاتستا على موقع IMDb (الإنجليزية)
- ناوكي تاتستا على موقع ميوزك برينز (الإنجليزية)
- ناوكي تاتستا على موقع قاعدة بيانات الفيلم (الإنجليزية)
- ناوكي تاتستا على موقع ANN person (الإنجليزية)